# Wallace Stevens
Wallace Stevens (Reading, Pensilvânia, 2 de outubro de 1879 — Hartford, 2 de agosto de 1955) foi um poeta modernista norte-americano. Educado em Harvard e depois na New York Law School, trabalhou em uma companhia de seguros em Connecticut durante a maior parte de sua vida.
Seus poemas mais conhecidos incluem "Anedota de um jarro", "Desilusão das dez horas", "O Imperador do Sorvete", "A Ideia de Ordem em Key West", "Manhã de Domingo" e "Treze maneiras de olhar para um melro".
Stevens  ganhou o Prêmio Pulitzer de Poesia, por seus  Collected Poems, em  1955.